# Europs gestroi
Europs gestroi es una especie de coleóptero de la familia Monotomidae.

## Distribución geográfica
Habita en Indonesia.